# Mothman: l'última profecia
 Mothman: L'última profecia (títol original: The Mothman Prophecies) és una pel·lícula fantàstica estatunidenca basada en fets reals, dirigida per Mark Pellington, estrenada el 2002. Està inspirada en el llibre homònim escrit per John A. Keel del 1975. Ha estat doblada al català

## Argument
Un periodista del diari The Washington Post investiga sobre misteriosos fenòmens que s'han produït a una petita ciutat de Virgínia de l'Oest. John Klein, periodista al Washington Post ho té tot per ser feliç: el seu treball, la seva dona Mary i la casa que acaba de comprar. Però un accident de cotxe ho trastorna tot. Perd la seva dona Mary, afectada d'un tumor al cervell descoberta després de l'accident. Abans la seva mort, li parla d'estranyes siluetes que ha trobat dibuixades a un quadern.

## Repartiment
- Richard Gere: John Klein
- Laura Linney: Connie Mills
- Will Patton: Gordon Smallwood
- Alan Bates: Alexander Leek
- Debra Messing: Mary Klein
- David Eigenberg: Ed Fleischman
- Lucinda Jenney: Denise Smallwood
- Bob Tracey: Cyrus Bills
- Tom Stoviak: Brian
- Yvonne Erickson: Dr. McElroy
- Zachary Mott: Otto
- Ann McDonough: Lucy Griffin
- Shane Callahan: Nat Griffin
- Nesbitt Blaisdell: Cap Josh Jarrett

## Al voltant de la pel·lícula
- El film (o més exactament el llibre del qual s'ha tret) s'inspira en esdeveniments reals sobrevinguts a Point Pleasant entre novembre de 1966 i desembre de 1967.[3]
- El nom del personatge d'Alexander Leek està inspirat del nom de l'autor del llibre The Mothman Prophecies: John A. Keel.[3]
- La història de Leek que explica com ha volgut evitar l'esfondrament d'un edifici del qual havia tingut la premonició recorda Arlington Road, el precedent film de Mark Pellington.[3]
- La veu de Indrid Cold al telèfon no és altre que la del director Mark Pellington. Fa d'altra banda un cameo en el paper d'un barman.
- Cap al minut 75, a l'escena on John Klein (Richard Gere) és sol a la seva cambra d'hotel, després de penjar violentament el telèfon, es pot percebre un rostre estrany, una aparició fantasmagòrica: Gere pica la porta de l'armari, sobre la qual es troba un gelat. I sobre aquest mirall es percep per l'espai d'un segon, un rostre prou cadavèric. Efecte gelant, que recorda la pel·lícula Repulsió dirigida per Roman Polanski.
- Amb la finalitat de confirmar el caràcter de ficció del film, el nombre de morts del pont de Punt Pleasant passa de 46 (1967) a 36 (per a les necessitats del guió del film): el film no es refereix als esdeveniments de 1967, els fets tenen lloc en els nostres dies, sense data.
- Després de Les dues cares de la veritat, és la segona vegada que Richard Gere i Laura Linney es troben junts interpretant un film.